# Terinos abisares
Terinos abisares är en fjärilsart som beskrevs av Felder 1867. Terinos abisares ingår i släktet Terinos och familjen praktfjärilar. Inga underarter finns listade i Catalogue of Life.